# گروه سختی
گروه سختی (انگلیسی: Sakthi Group) شرکت خوشه‌ای هندی است، که در سال ۱۹۳۱ تأسیس شد.